# Liste der Wappen in Sizilien
Die Liste der Wappen in Sizilien zeigt die Wappen der autonomen Region Sizilien der Republik Italien und ihrer 3 Metropolitanstädte und 6 Freien Gemeindekonsortien. In dieser Liste sind die Wappen jeweils mit einem Link auf den Artikel über die Verwaltungseinheit und mit einem Link auf die Liste der Wappen der Orte in dieser Verwaltungseinheit angezeigt.

## Wappen Siziliens

Wappen Siziliens
Flagge Siziliens

## Wappen der Metropolitanstädte und Freien Gemeindekonsortien der Region Sizilien

Freies Gemeindekonsortium Agrigent (Wappen der Orte)
Freies Gemeindekonsortium Caltanissetta (Wappen der Orte)
Metropolitanstadt Catania (Wappen der Orte)
Freies Gemeindekonsortium Enna (Wappen der Orte)
Metropolitanstadt Messina (Wappen der Orte)
Metropolitanstadt Palermo (Wappen der Orte)
Freies Gemeindekonsortium Ragusa (Wappen der Orte)
Freies Gemeindekonsortium Syrakus (Wappen der Orte)
Freies Gemeindekonsortium Trapani (Wappen der Orte)